# Wehrkirche Hannberg

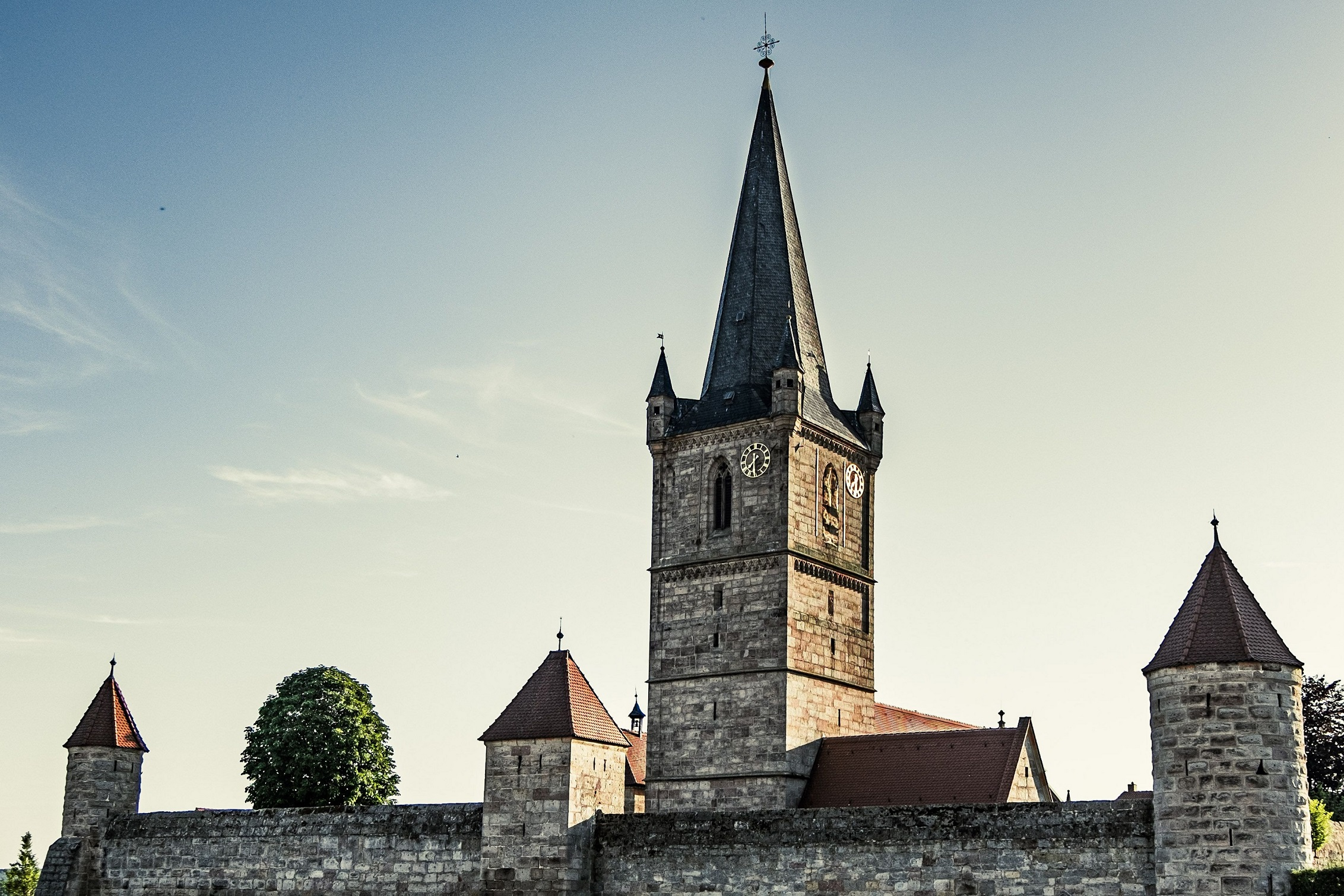
Silhouette Wehrkirche Hannberg – Blick aus Osten

Die Wehrkirche Hannberg ist eine befestigte Wehranlage der Kirche Geburt Mariens in Hannberg (Gemeinde Heßdorf), zehn Kilometer westlich der Stadt Erlangen in Mittelfranken. Der Ort Hannberg spielte bereits im 11. Jahrhundert wegen seiner Lage an der Handelsstraße zwischen Bamberg, Würzburg und den Königsgütern in Büchenbach und Herzogenaurach eine strategische Rolle. Hannberg wurde erstmals im Jahr 1065 urkundlich unter dem Namen „Hagenberch“ in einer Geschenkurkunde des Bamberger Bischofs erwähnt.

## Bedeutung
Die Wehrkirche gilt mit ihren Ausmaßen von 73,5 × 56,2 Metern auf einer Grundfläche von 0,37 ha als drittgrößte Kirchenburg Deutschlands. Lediglich die Kirchenburgen in Ostheim und Rohr haben noch größere Grundflächen.
Als weitere Besonderheit der Wehranlage gilt das moderne Verteidigungskonzept. Während vergleichbare Kirchenburgen zum Ende des 15. Jahrhunderts auf Wehrgänge und Wassergräben setzten, wurden in Hannberg die Wehrtürme mit Schießscharten nach innen und außen ausgestattet, damit die Bevölkerung auch innerhalb der Anlage verteidigt werden konnte. Als letzter Ausweg wurde ein unterirdischer Gang gebaut, der das Kirchengebäude mit der Außenwelt verband.
Im Jahr 2020 wird die Wehrkirche Hannberg mit ihrer historischen Marien-Wallfahrtskirche Geburt Mariens offiziell Teil der Magnificat-Route des Fränkischen Marienwegs im Erzbistum Bamberg.

## Geschichte

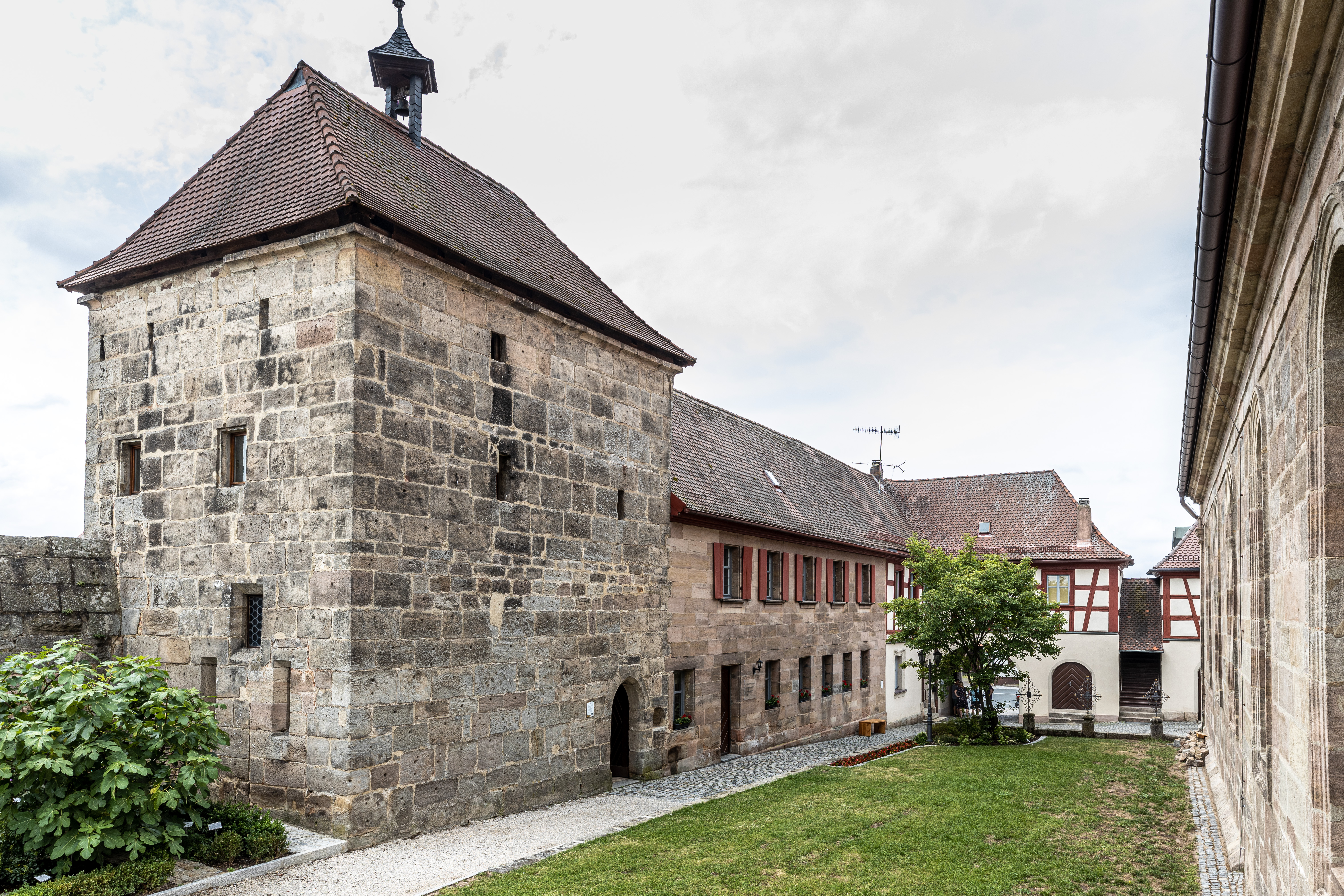
Wehranlage Ölbergkapelle Hannberg

In Hannberg kann bereits seit 1300 eine steinerne Kapelle nachgewiesen werden. Die erste urkundliche Bestätigung der Kapelle stammt aus dem Jahr 1348. In dieser Kapelle führte ein Messner aus der Nachbarpfarrei Büchenbach regelmäßig Gottesdienste für die Gläubigen von Hannberg und den Nachbarorten des Seebachgrundes durch.
Ausgelöst durch kriegerische Auseinandersetzungen zwischen der Stadt Nürnberg und dem Markgrafen Albrecht Achilles von Bayreuth-Ansbach im Ersten Markgrafenkrieg 1449/50 war eine Befestigung der Kirche notwendig. Es entstand im Zeitraum von 1461 bis 1486 eine in Franken und Süddeutschland einzigartige Wehranlage.
Um die Reformation von katholischen Kirchen zum Protestantismus zu verhindern, wurde Hannberg im Jahr 1574 zur eigenen Pfarrei mit dem Namen Geburt Mariens erhoben. Die Kirche Geburt Mariens wurde eine stark frequentierte Wallfahrtskirche mit einer Maria mit dem Kinde und eines Gnadenbilds Maria mit verschränkten Händen.
Am Dreikönigstag 1865 verursachte ein Blitzeinschlag im Turm einen Brand, bei dem ein Großteil des Kirchturms abbrannte. Bis 1866 wurde er wiederhergestellt.

## Wallfahrtsort Hannberg

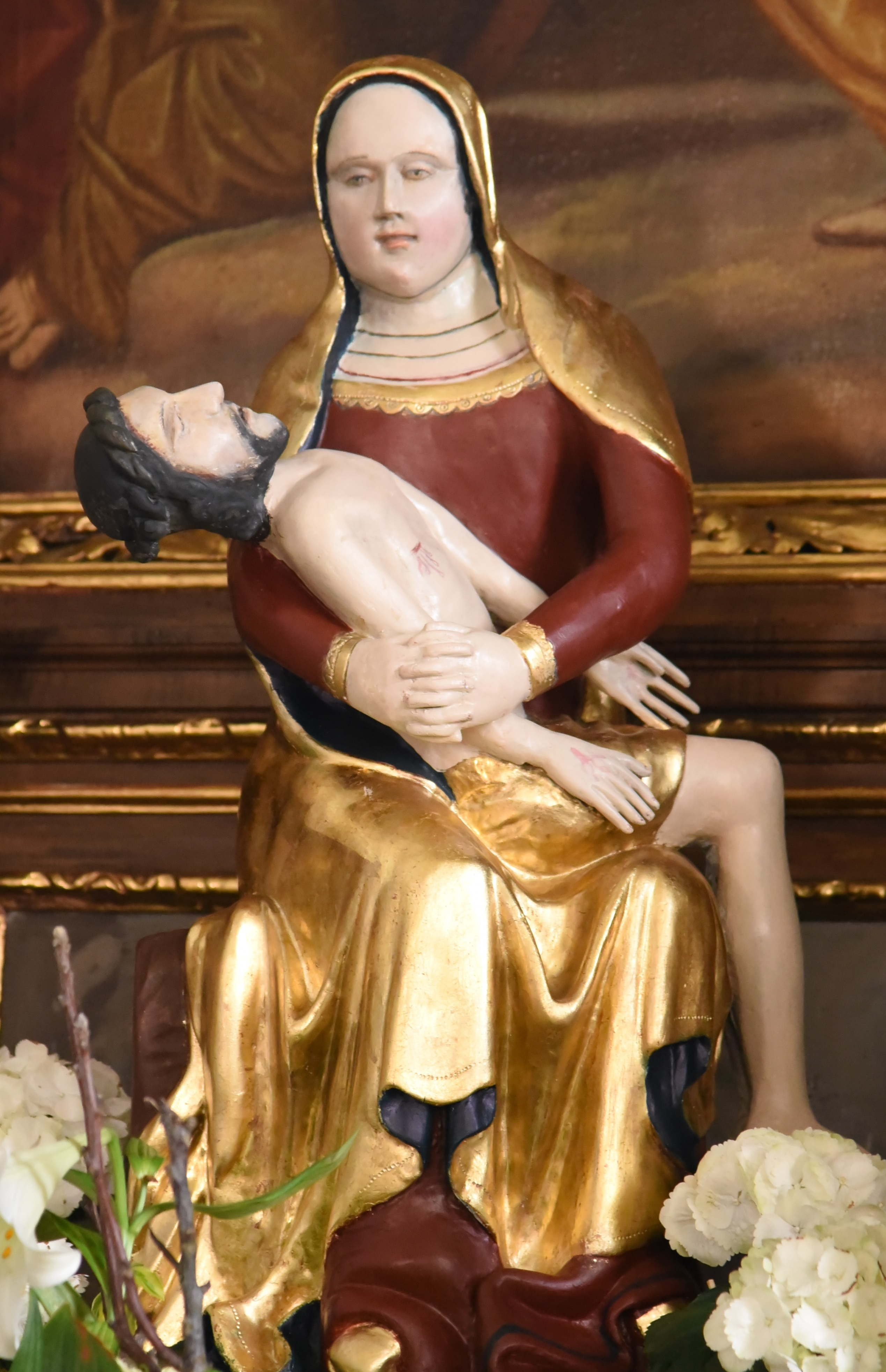
Hannberger Gnadenbild – Pietà mit verschränkten Händen

Die Wehrkirche Hannberg wurde seit ihrer Erbauung im 15. als Wallfahrtsort verehrt. Bereits im Jahr 1475 pilgerten laut dem Herzogenauracher Heimatforscher Luitpold Maier viele Gläubige nach Hannberg, um dort Kerzen zu stiften. Im Originalwortlaut spricht das Pfarrbuch in Herzogenaurach von „Sammlung zu den Kertzen, die man gen Haynwerk geopfert hat, und zwar Jahr für Jahr“.
Laut einem Bericht des Jesuitenpriesters P. Gamans aus dem Jahr 1653 war hierbei insbesondere ein Hannberger Gnadenbild, eine Pietà mit verschränkten Händen, der Anziehungspunkt für Pilger aus dem Gebiet zwischen Hannberg, Herzogenaurach und Büchenbach.
Der Regensburger Marienkalender von 1879 beschreibt die Hannberger Wallfahrt folgendermaßen: „Auffallende Gebetserhöhungen und wunderbare Heilungen körperlicher Leiden vermehrten die Zahl der Hilfesuchenden in ungewöhnlicher Weise umso mehr, als die Kapuziner von Höchstadt, die Franziskaner von Forchheim, die Geistlichkeit von Herzogenaurach, Büchenbach und Schlüsselfeld zur Aushilfe im Beichtstuhle und auf der Kanzel hierher eilten; noch 1782 empfingen an einem Feiertag 1200 die Sakramente“.
Ab Ende des 15. Jahrhunderts entwickelte sich ein aktiver Wallfahrtsverkehr nach Hannberg. Es sind Wallfahrten in Hannberg in den Jahren 1567 und 1653 bezeugt, wo bedeutende Pietà verehrt wurde. Das Hannberger Gnadenbild ist seit 1890 in einer Kapelle in Hammerbach zu sehen.
Selbst während des Dreißigjährigen Krieges 1618–1648 ruhte der Wallfahrtsverkehr nach Hannberg nicht, als Wallfahrtstage sind das Patronatsfest Geburt Mariens am 8. September, der Sonntag vor Christi Himmelfahrt und Maria Himmelfahrt am 15. August nachgewiesen. Aufgrund des großen Pilgeraufkommen hatten sich in Hannberg im 17. Jahrhundert zwei Gasthäuser zur Versorgung der Pilger am zentralen Kirchplatz entwickelt, das Gasthaus Winkelmann und das heute noch aktive Gasthaus Baumüller.

## Wehranlage Hannberg

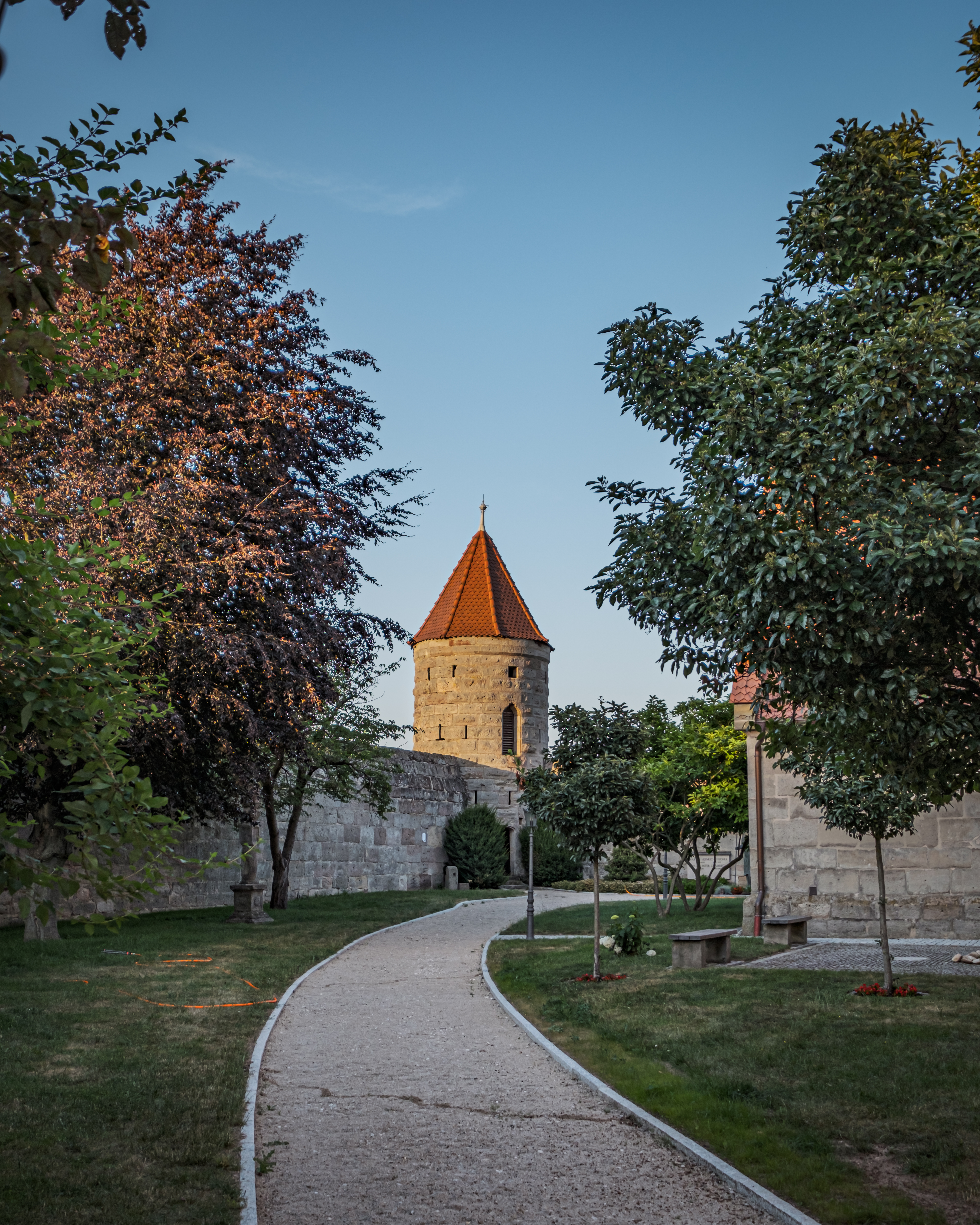
Weg durch Wehranlage Hannberg

Bereits die früheste Kapelle, die sogenannte Ölbergkapelle hatte zwei Stockwerke. In ihr wurde 1461 die Frühmesse von Johann Igelthaler auf dem Katharinenaltar gefeiert. Mit der Frühmesse wurde das Patronatsrecht für die Wehrkirche auf die Stadt Nürnberg übergeben.
Zum Zeitpunkt der Frühmesse von Igelthaler im Jahr 1464 ist nachweislich die Pfarrkirche noch nicht vorhanden, während im Jahr 1486 der Kirchturmbau abgeschlossen war. Somit wurde innerhalb von weniger als 25 Jahren die Wehrkirche Hannberg „aus einem Guss erbaut“. Durch das Patronatsrecht lag die Finanzierung für den Bau der Wehrkirche bei der Stadt Nürnberg.
Der Baumeister der Wehranlage ist nicht eindeutig nachzuweisen, mehrere Untersuchungen weisen jedoch auf eine Mitwirkung des Nürnberger Stadtbaumeisters Hans Behaim d. Ä. hin.
Der gotische 52 Meter hohe Kirchturm hat vier Stockwerke und ein eindrucksvolles Spitzdach. Als Fünfknopfturm mit vier Scharwachttürmen auf den Ecken ist es ein regional typischer Verteidigungsturm des frühen 15. Jahrhunderts.
Die Wehranlage in Hannberg ist mit einer geschlossenen Ringmauer mit sechs Meter hohen Mauern und einem für die damalige Zeit modernen Verteidigungskonzept ausgestattet. Eine Besonderheit der Wehranlage in Hannberg sind die drei runden und ein viereckiger Wehrturm, die eine Verteidigung nach außen und nach innen ermöglichen. Insgesamt stellt die Wehrkirche mit den Ausmaßen 73,50 Meter×56,20 Meter eine einzigartige Wehranlage dar, die über Franken hinaus ihresgleichen sucht. Die Kirche ist innerhalb der Wehranlage durch 550 Jahre alte unterirdische Gänge mit dem Torhaus und Stellen außerhalb der Wehranlage verbunden.

## Kirche Geburt Mariens

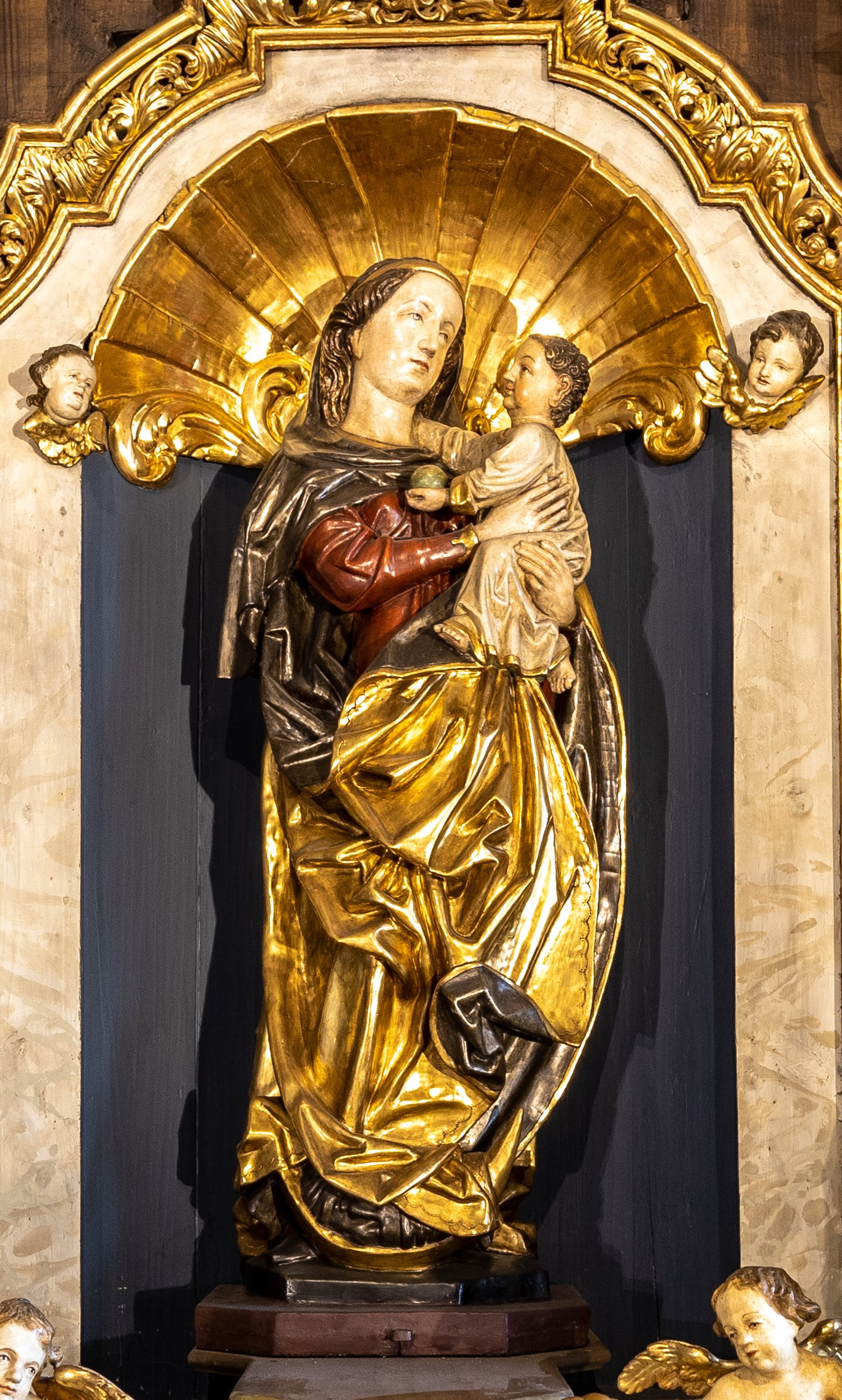
Maria mit Kind – Kirche Geburt Mariens

Das aktuelle Innere der Kirche ist durch eine barocke Ausstattung des Hauptaltars und der Seitenaltäre geprägt.
Historisch war die erste Ausstattung der Kirche durch spätgotische Elemente bestimmt; drei Steinaltäre, die der Heiligen Katharina und der Mutter Gottes gewidmet waren. Diese wurden während der Barockisierung der Kirche durch die neu gefassten Haupt- und Seitenaltäre aus Holz überdeckt, sind jedoch weiterhin vorhanden. Die barocken Seitenaltäre und der Hochaltar wurden im Jahr 1726/27 von dem Schreinermeister Friedrich Gering – „Jörg“ genannt – geschaffen.
Erhalten sind einige wertvolle spätgotische Skulpturen wie z. B. Maria mit dem Kinde im Hauptaltar, eine prächtige spätgotische Muttergottes in Holz, um 1490 in einer Nürnberger Schnitzwerkstatt erschaffen. Unter dem Altar befindet sich der ursprüngliche Steinaltar. Die barocken Figuren des Hochaltars wurden 1726 von Leonhard Gollwitzer gefertigt und stellen den Heiligen Kilian mit Schwert, die Heilige Anna, die Heilige Elisabeth und den Heiligen Andreas mit Andreaskreuz dar.
Vor dem linken Seitenaltar fällt die Figur Maria Siegerin ins Auge. Sie wurde im Nachgang der Barockisierung im Jahr 1740 von J.G. Stöhr geschaffen und dem linken Altar hinzugefügt. Diese Figur wird während der jährlichen Fronleichnamsprozession von den Frauen der Pfarrei durch den Ort Hannberg getragen. Im Zentrum des linken Altars ist das Ölgemälde Mutter Gottes und die 14 Nothelfer von Pfarrer Michael Störcher aus Herzogenaurach zu sehen, geschaffen im Jahr 1864. Seitlich stehen Figuren der Heiligen Barbara und der Heiligen Margareta, geschaffen vom Künstler Leonhard Gollwitzer im Jahr 1727.
Im rechten Seitenaltar befindet sich in der Mitte das Ölgemälde Die Anbetung durch die Heiligen Drei Könige von Sebastian Holzner. Die beiden seitlichen Schnitzfiguren des Heiligen Antonius von Padua und des Heiligen Nepomuk stammen vom Künstler Leonhard Gollwitzer aus dem Jahr 1727.
Ein Höhepunkt der Pfarrkirche stellt die Figurengruppe „Die Drei Madl“ auf der linken Seite des Landhauses mit der Heiligen Katharina, der Heiligen Barbara und Heiligen Margareta dar. Sie wurden in einer Nürnberger Schnitzwerkstätten um das Jahr 1475 erschaffen. Diese Figuren standen in der ersten gotischen Fassung der Kirche im Chor in den spätgotischen Flügelaltären.
Auf der rechten Seite des Langhauses ist über den Beichtstühlen eine Skulpturengruppe der Heiligen Drei Könige in Holz zu sehen, gefertigt im Rahmen der barocken Erweiterung um 1730.
Auf der Empore befindet sich eine romantische Orgel, welche im Jahr 1884 von der Firma Josef Bittner aus Nürnberg eingebaut wurde. Die Orgel besteht aus 18 Registern.
Die Deckengemälde wurden im Jahr 1975 durch den Kunstmaler Michael Weingärtner aus Pfaffenhofen geschaffen. Sie zeigen die Motive „Die Krönung Mariens mit Wehrkirche“, „Das Abendmahl“ und „Wiederkehrender Christus“.

## Kulturveranstaltungen
Seit 2015 hat sich die Wehrkirche Hannberg verstärkt als Ort von Kulturveranstaltungen entwickelt. Vor allem die jährlich Anfang Juli stattfindende Großveranstaltung Kultur in der Kirchenburg lädt jedes Jahr tausende von Gästen zu Open-Air-Veranstaltungen auf Auftritten von Chören, Bigbands oder Jugendkapellen an.
Am 31. Oktober findet jedes Jahr die Veranstaltung „Nachtwanderung den Heiligen auf der Spur“ statt, die als einzigartige Alternative von Halloween für Kindern gilt.
Weitere Open-Air-Veranstaltungen wie der Glaubenstag 2008, 2013 und 2019 tragen zur Profilierung der Wehrkirche als Ort von Kulturveranstaltungen bei.

## Bildergalerie

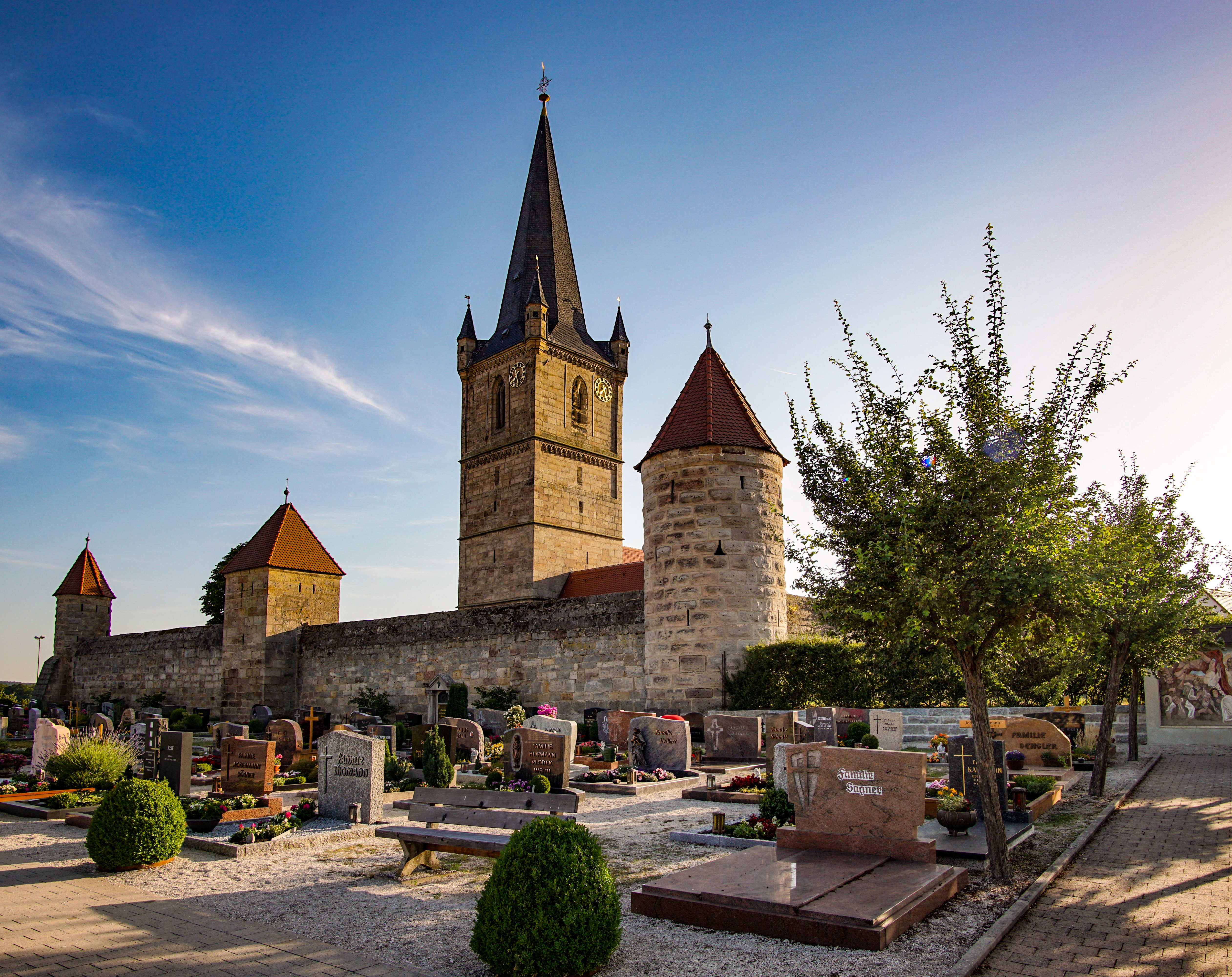
Friedhof der Wehrkirche Hannberg
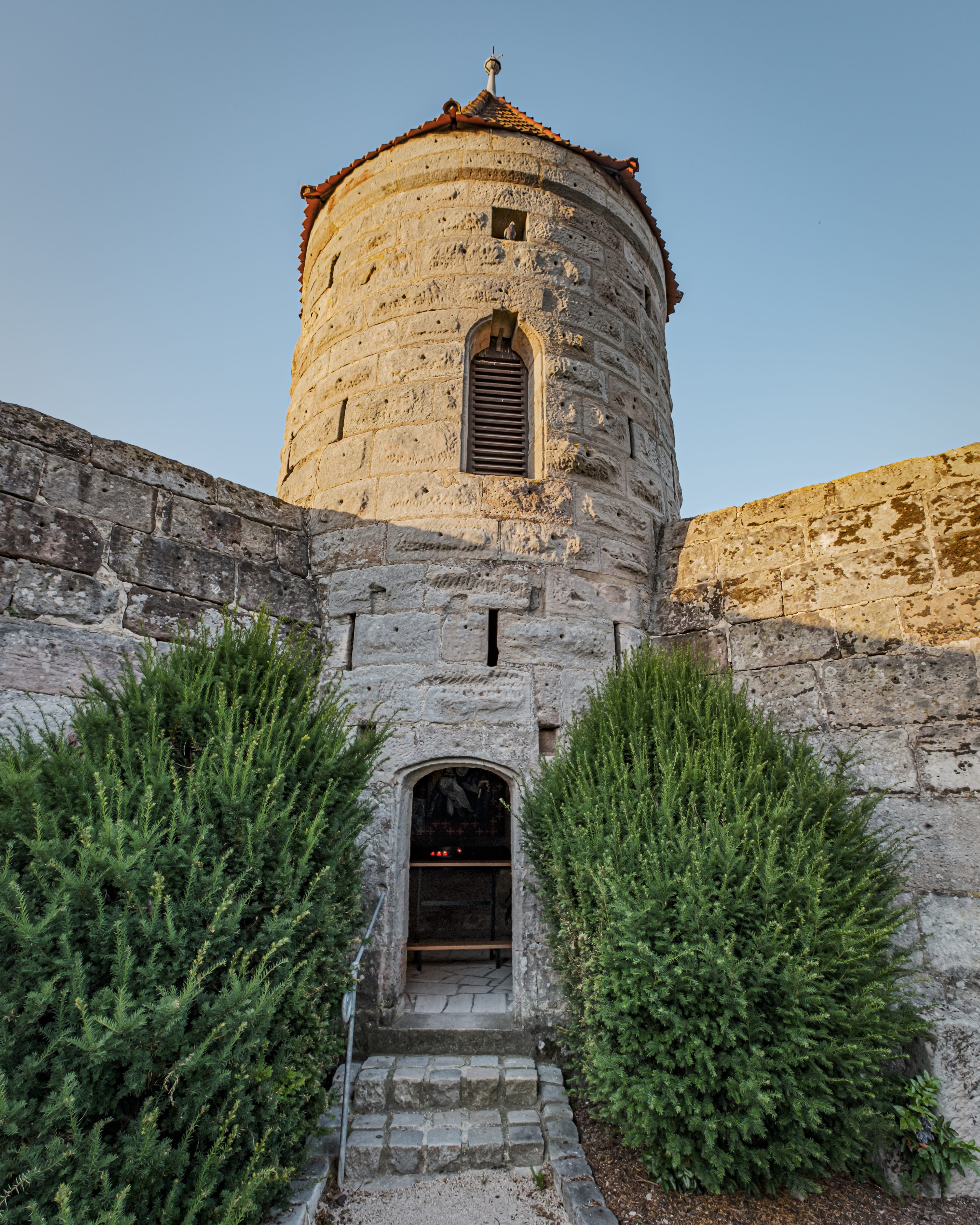
Turm Marienkapelle Wehrkirche Hannberg
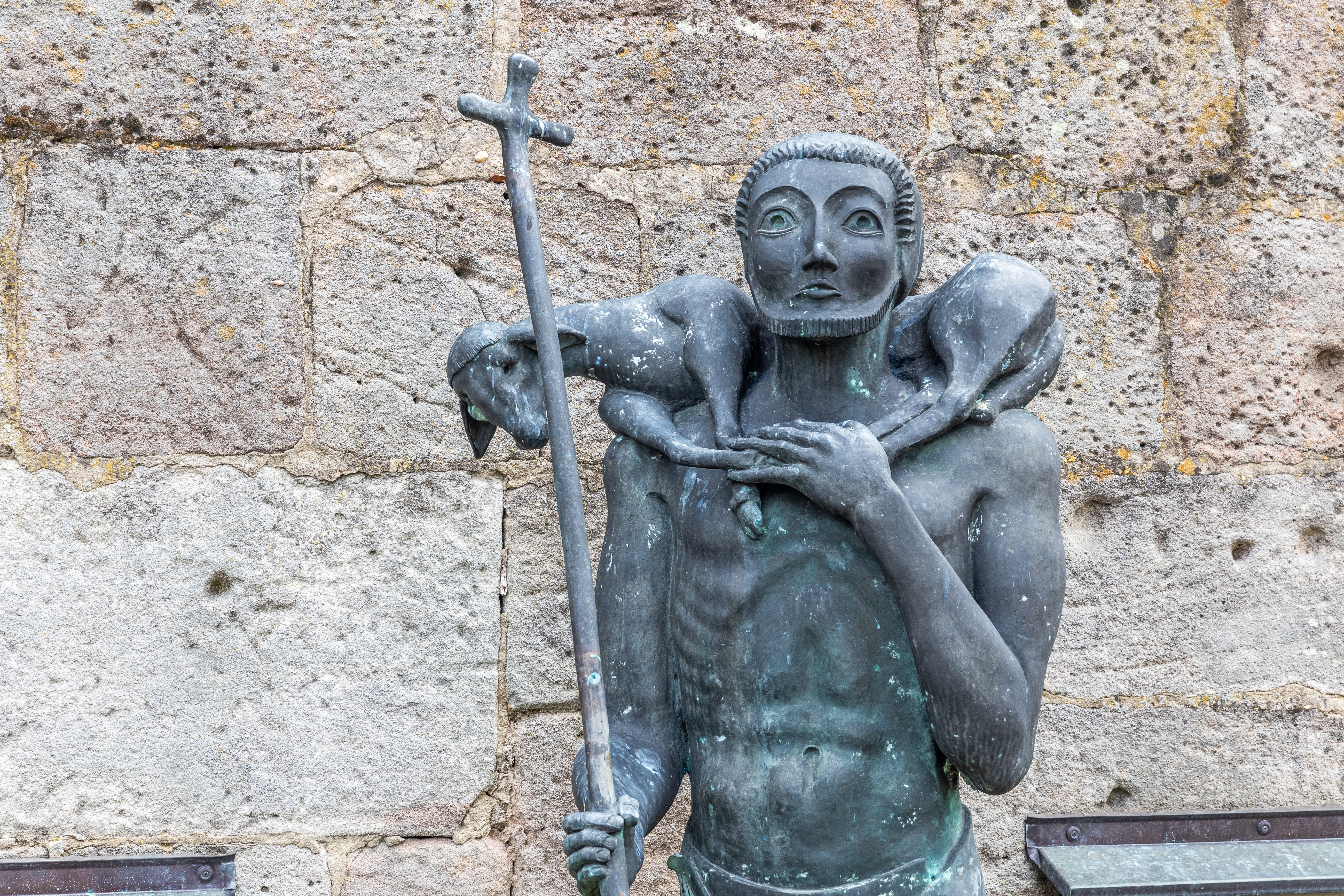
Der Hirte – Steinfigur in der Wehranlage
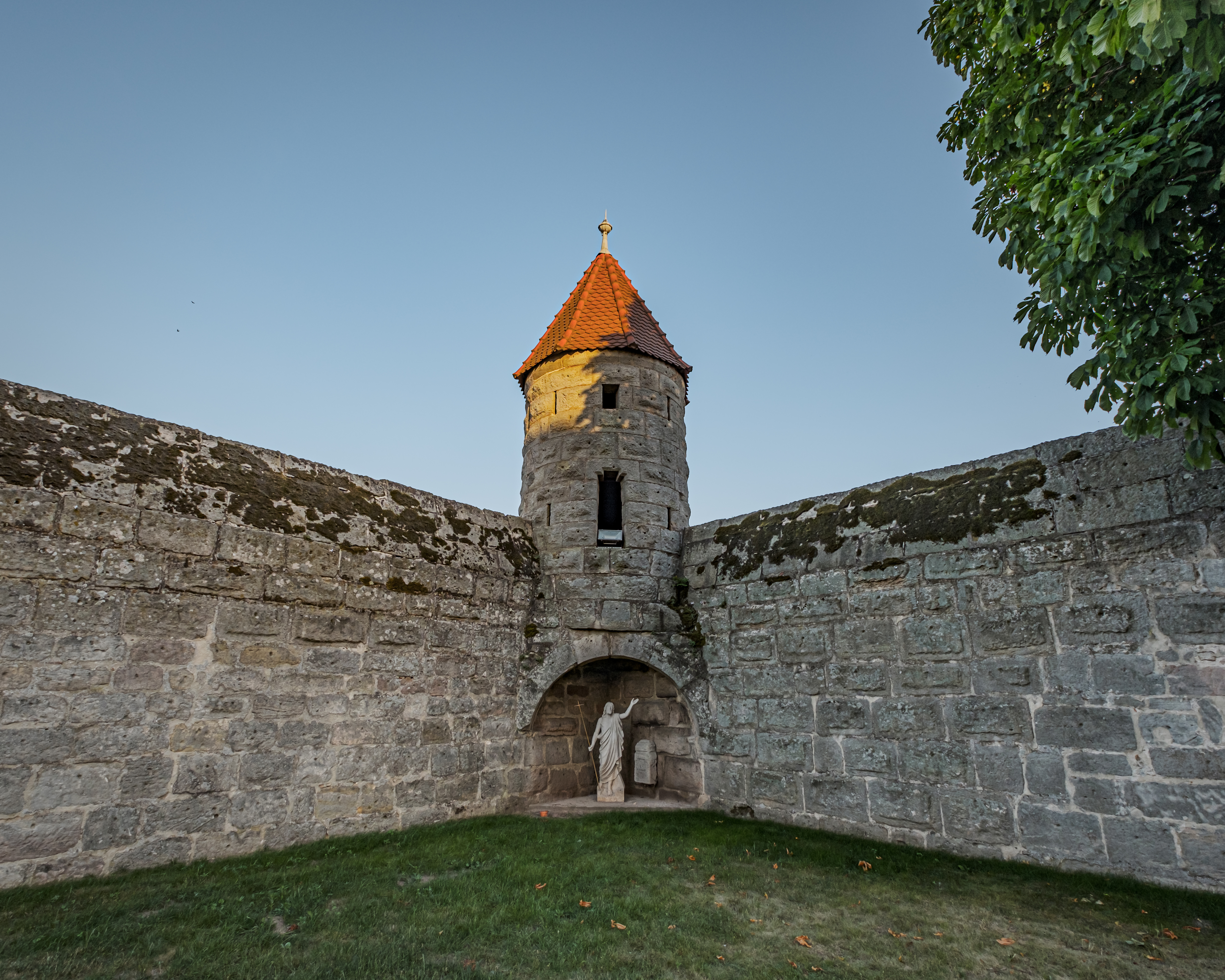
Turm im Süd-Osten der Wehranlage Hannberg
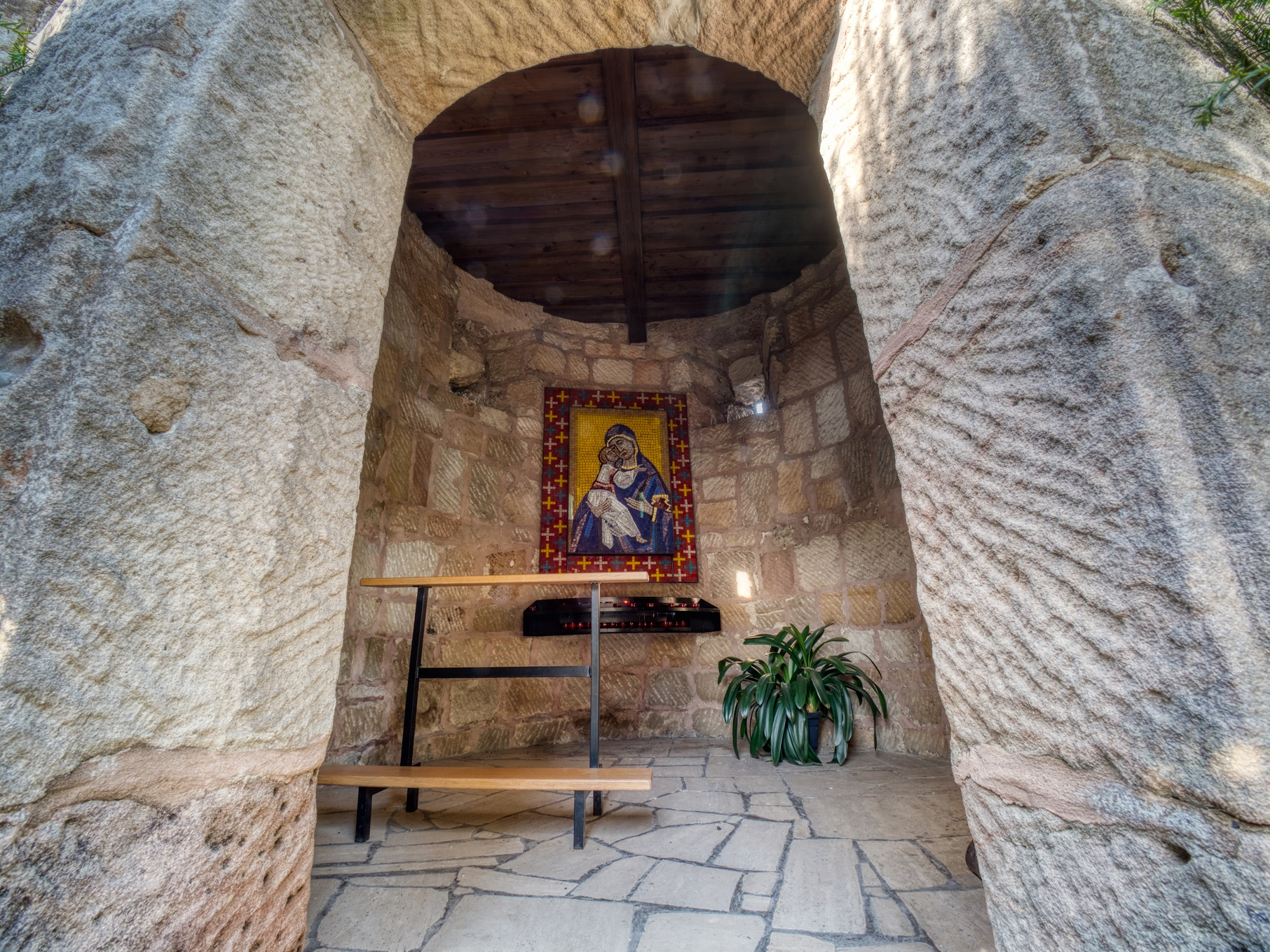
Marienkapelle Wehrkirche Hannberg
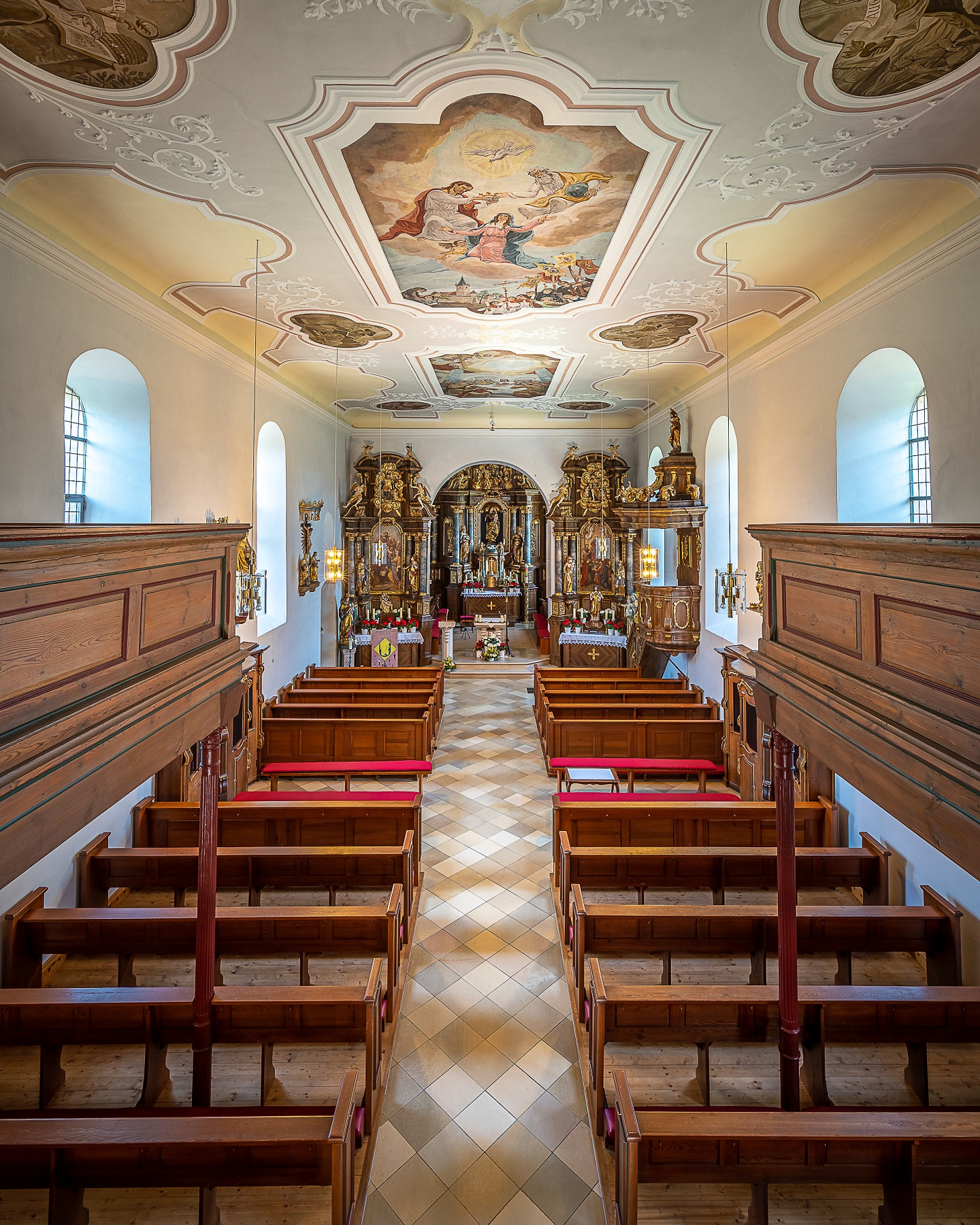
Blick von Empore – Pfarrkirche Geburt Mariens
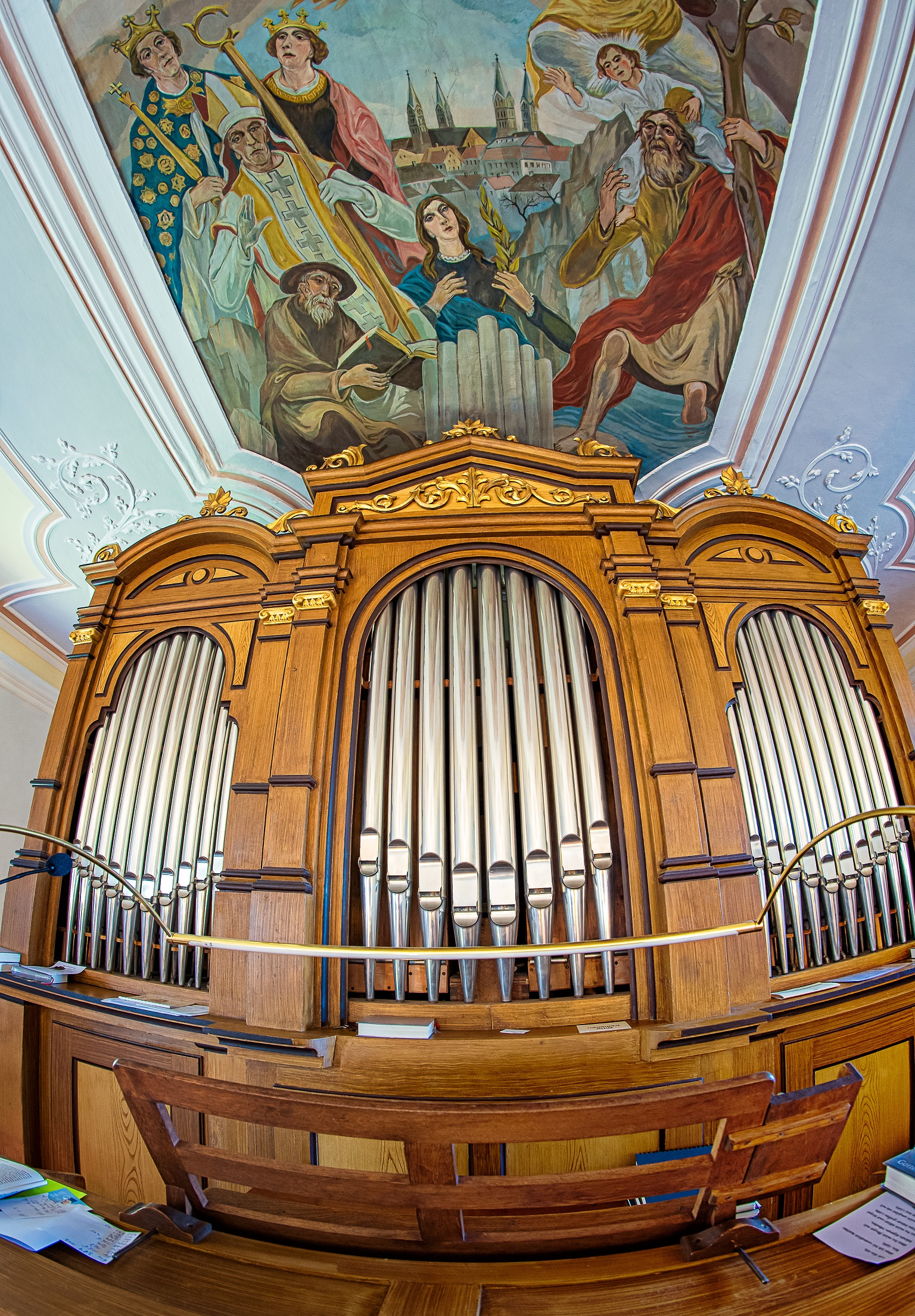
Romantische Bittnerorgel Wehrkirche Hannberg
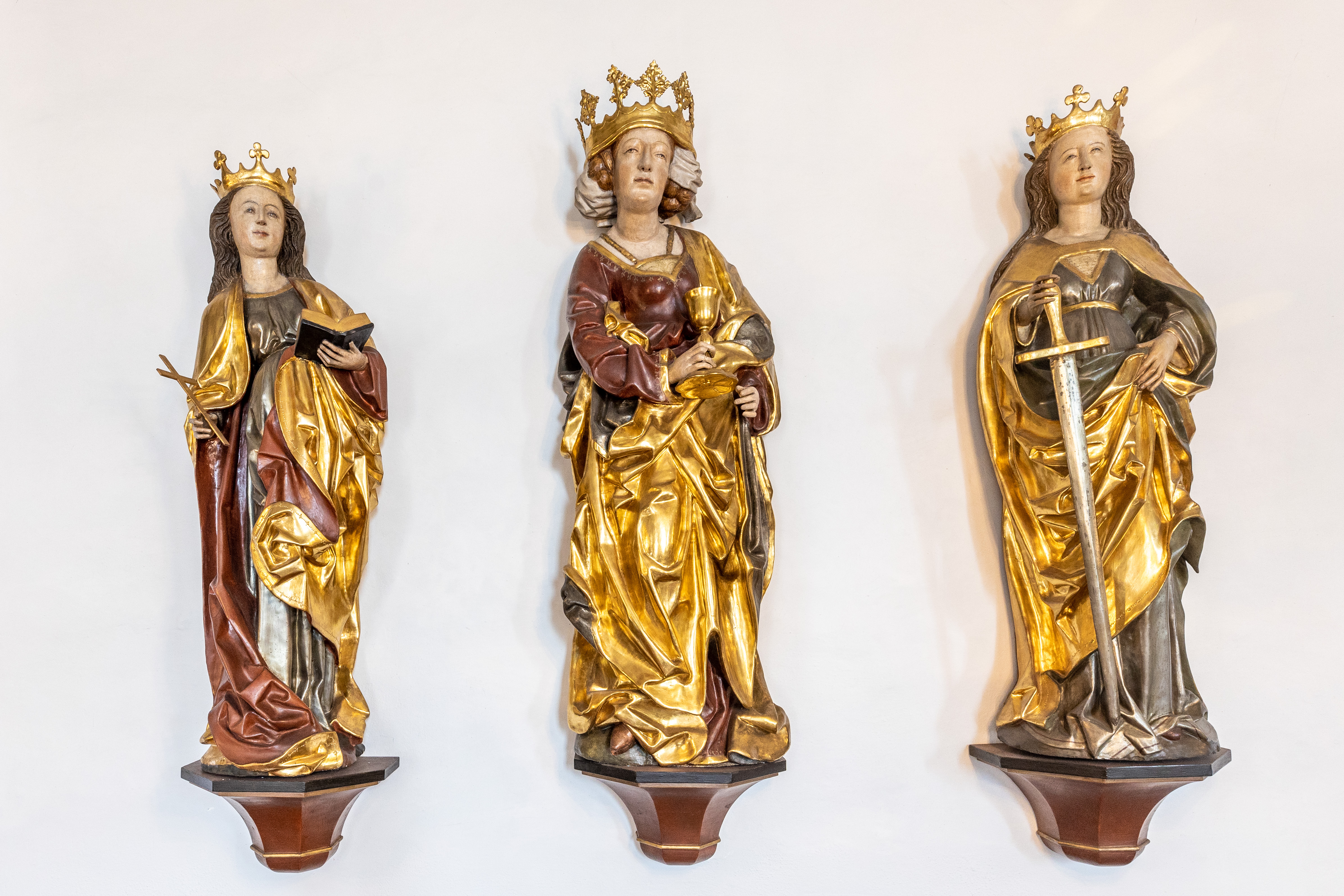
Drei Madl Heilige Katharina, Heilige Barbara, Heilige Margareta – Geburt Marien's Hannberg
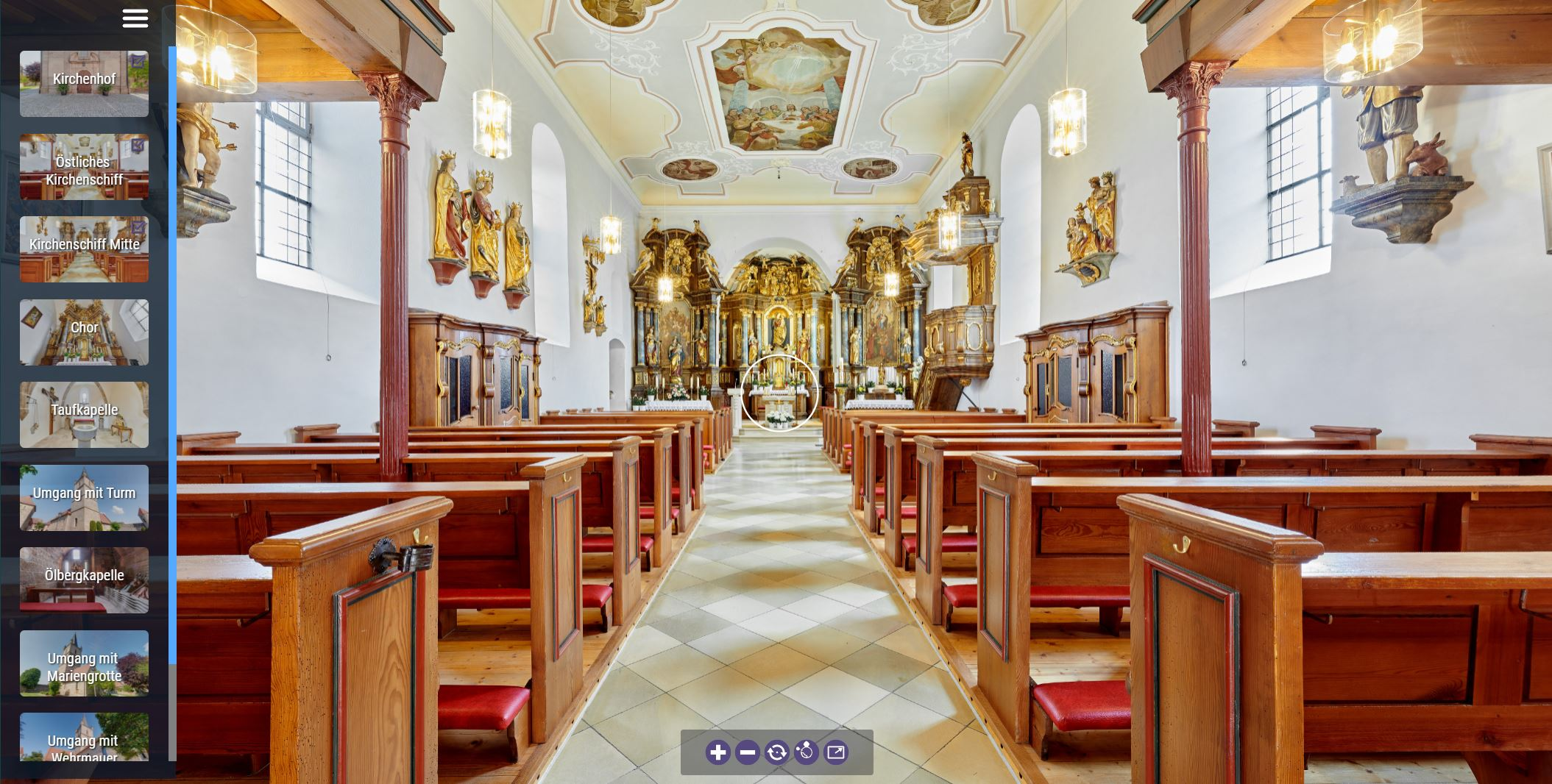
Digitaler Kirchenführer der Wehrkirche Hannberg
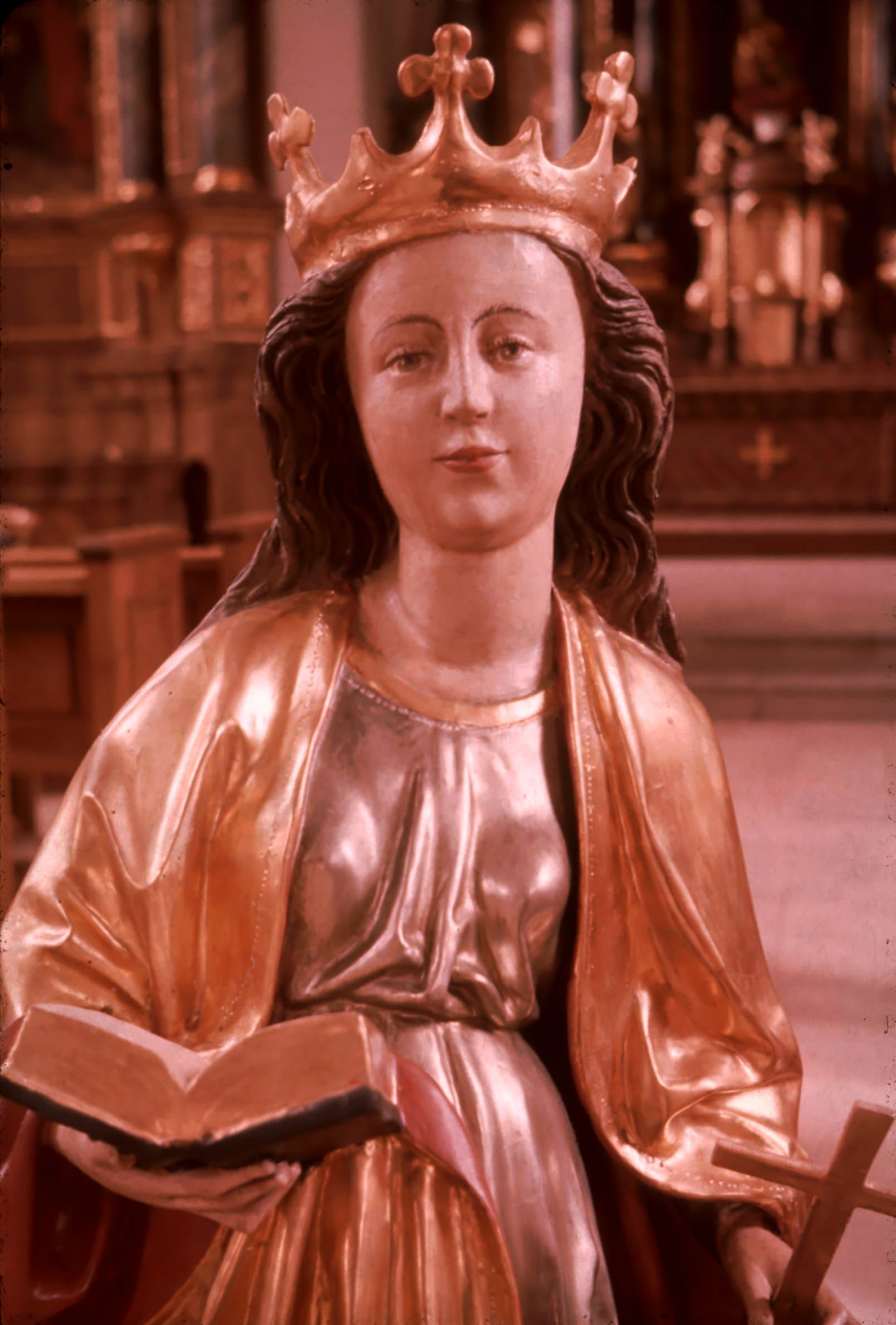
Heilige Katharina, 1475
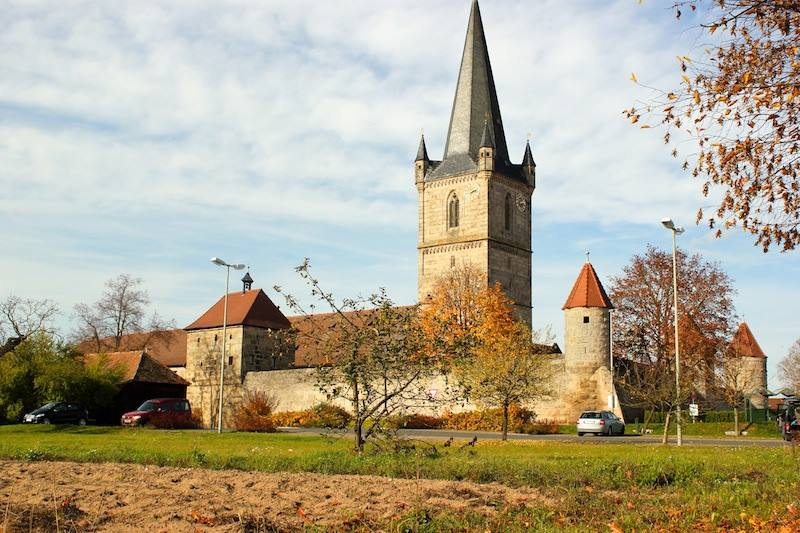
Wehrkirche Hannberg
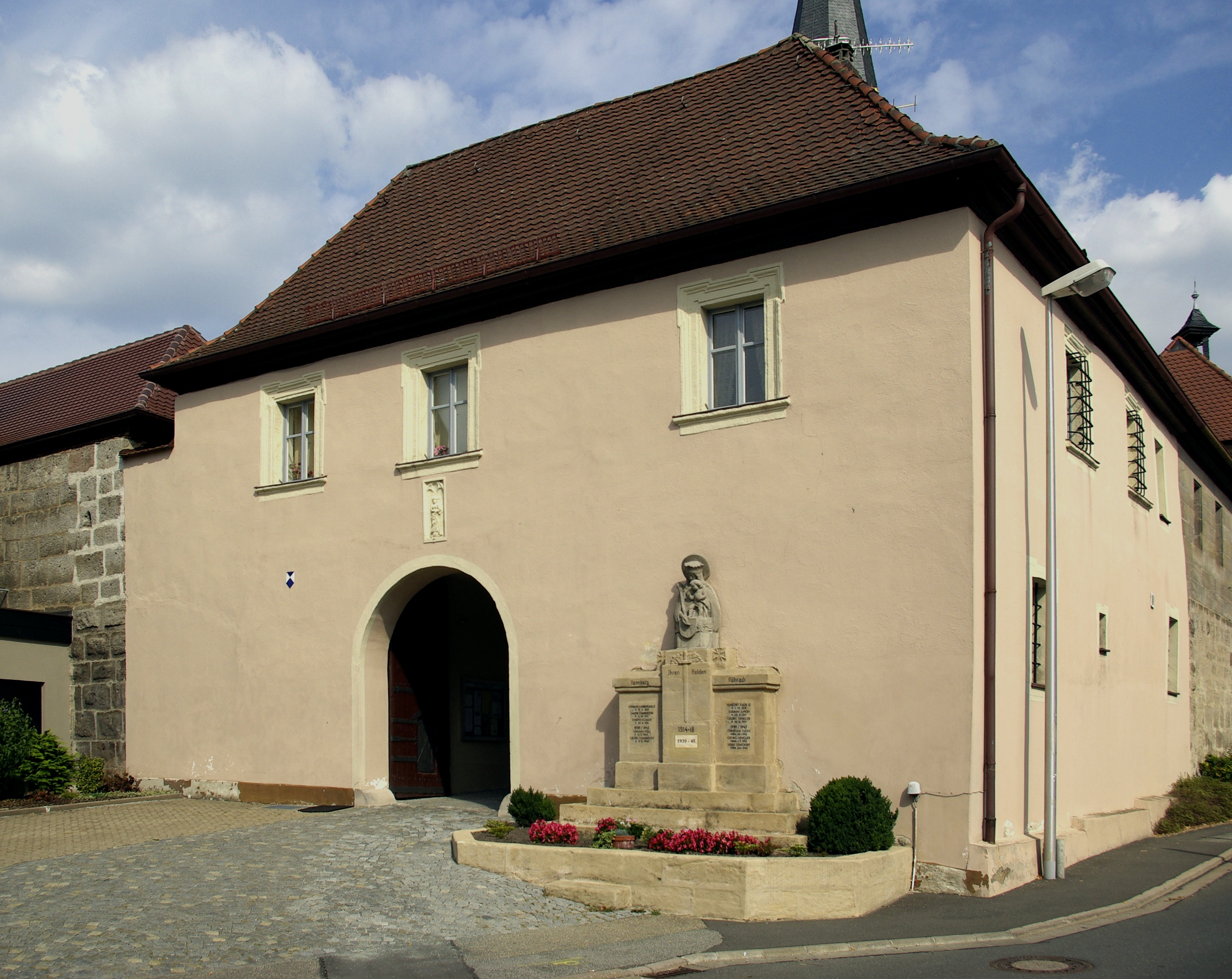
Eingangstor
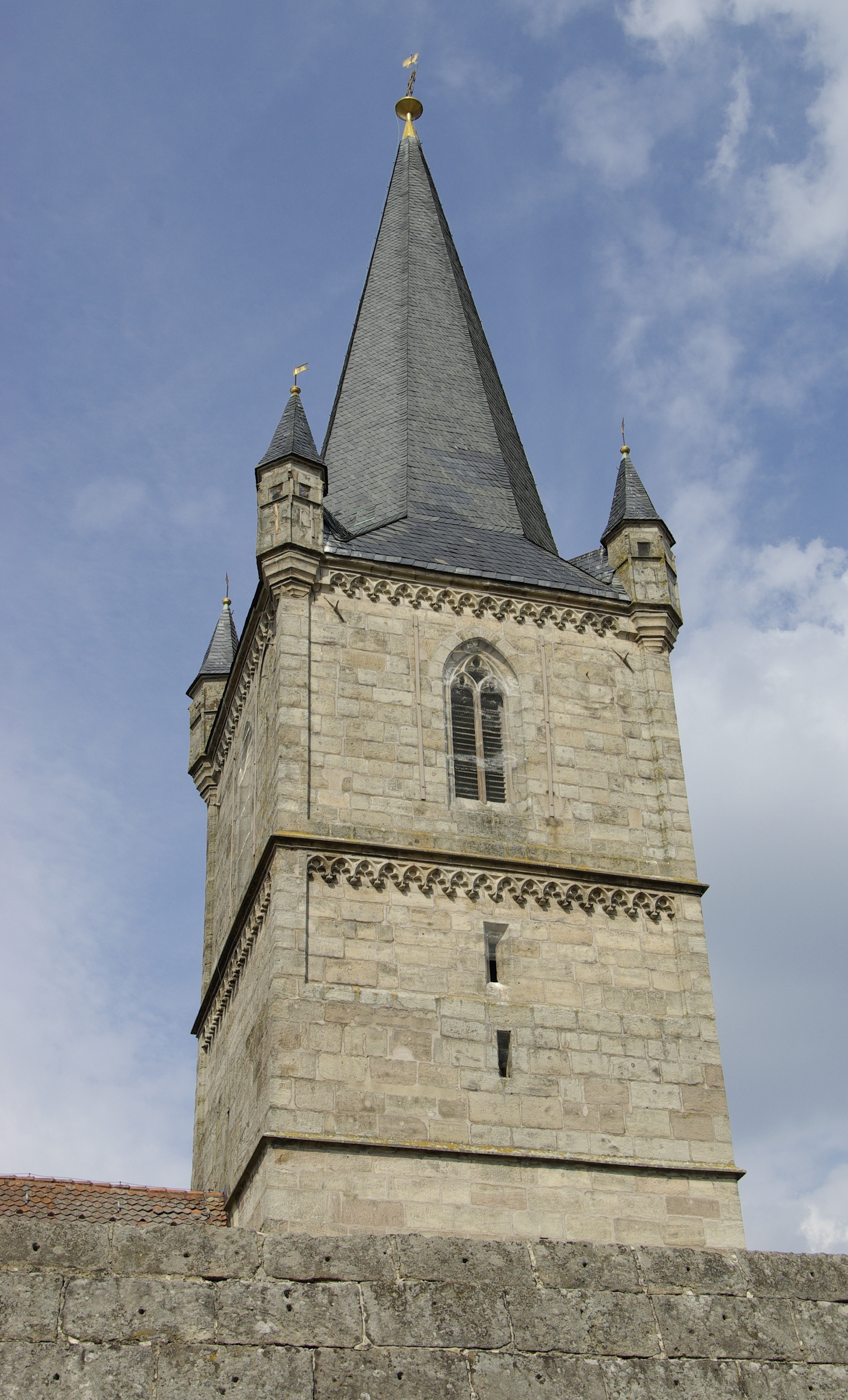
Kirchturm, 1486